# تسويق تفاهمي
يُعرف التسويق التفاهمي أو ما يسمى بالشراكة التسويقية بأنه مفهوم يتكون من شراكة بين شركة (مورّدة) ومنظمة تجمع أشخاصًا يتشاركون نفس الاهتمامات لجذب قاعدة أكبر من المستهلكين إلى خدمتهم أو منتجهم أو آراءهم. تُعرف هذه الشراكة باسم مجموعة المُفاهمة أو المقاربة.
قُدّم المنهج الأكاديمي الأول للتسويق التفاهمي من قبل ماكيت وروي في عام 1992. ووصفوا هذه الفكرة بأنها مزيج من التفاهم أو التقارب وأفكار التسويق. وقد عرّفوا كلمة مُفاهمة بأنها «مستوى فردي من التماسك والترابط الاجتماعي والتحديد والتوافق مع معايير ومقاييس مجموعة مرجعية معينة» في حين يوصف التسويق بأنه «توقع المنفعة للفرد التي ترضي رغبات واحتياجات المستهلك».
يختلف التسويق التفاهمي عن العلامة التجارية المشتركة. تأتي فوائد شراكات العلامة التجارية المشتركة من عواقب ارتباط العديد من الشركات، في حين أن فوائد التسويق التفاهمي تنبع من الرضا العقلي الذي يحقق المنافع من مجموعة المُفاهمة.
مجموعة المُفاهمة هي مجموعة ذات اتصال قوي مع عدد كبير من المستهلكين ولديها إمكانية استهدافهم بطريقة أسهل بكثير مما يمكن تحقيقه عن طريق عملية التسويق العادية. قد يتعرف الناس على أنفسهم في مجموعات مُفاهمة مثل المنظمات الخيرية وفرق كرة القدم والمؤسسات والشركات والمنظمات. لذا قد يكون أعضاء مجموعة المُفاهمة من المعجبين أو العملاء أو المشتركين أو الموظفين.

## ميزات
تتميز أفكار التسويق التفاهمي بثلاث ميزات محددة:
1. يحدث «إقرار الطرف الثالث» عندما تكون الشركة قد أقامت علاقة قوية مع قيادة مجموعة المُفاهمة التي ستعلن عن الخدمة أو المنتج لأعضائها. يرسل قائد مجموعة المُفاهمة بشكل عام رسالة شخصية مكتوبة إلى عضوية مجموعة المُفاهمة لتعزيز المصداقية وثقة الأعضاء في المنتج. يُستخدم تسويق آخر مثل النشرات الإخبارية والتسويق الإلكتروني عبر وسائل التواصل الاجتماعي.[5]
2. يصف «مفهوم الحوافز المشتركة» الدوافع الرئيسية التي تواجه مجموعة المُفاهمة والمنظمات المعنية. إن الترويج لبطاقات الخصم الطبية وخدمات المفاوضات الطبية لمجموعة المُفاهمة -التي أٌنشئت للترويج لتكاليف رعاية صحية أقل- هي مثال لذلك.
3. تتمثل «مجموعة التحسينات» في تصميم المنتج بطريقة تلبي احتياجات المستهلك تمامًا. إن معرفة قدرة المستهلكين على شراء منتج معين هو مفتاح نجاح الحملة. على غرار المثال أعلاه، سيُنظر إلى مجموعة من قسائم توفير الخدمات الطبية والخصومات عليها بالإضافة إلى بطاقات خصم الوصفات الطبية وقسائم الخصم المباعة للأعضاء المعروف أنهم يعانون ارتفاعَ تكلفة التأمين والرعاية الصحية على أنها مجموعة تحسينات. قد يختلف هذا عن مفهوم الحوافز المشتركة أعلاه، إذ تعدّ مجموعة التوفير الطبية هذه ذات قيمة لأعضاء مجموعات المُفاهمة بصرف النظر عن الغرض المعلن لهذا المجموعات.[6]

يساعد مثال بطاقات خصم الوصفات الطبية التي يستخدمها مشجعو فرق كرة القدم في معرفة خصائص التسويق التفاهمي. الميزة الأولى كما هو مذكور أعلاه هي إقرار الطرف الثالث. في هذه الحالة، يعتبر استخدام شعار النادي مجرد إقرار ويسوق له بشكل سلبي من خلال الرسائل الإخبارية وربما لافتات الرعاية كما يشار إليه على أنه وسيلة للإعلان.
فقط عندما تشارك مجموعة المُفاهمة بنشاط في تسويق المنتج، يصبح ذلك مثالًا على ميزات التسويق التفاهمي الثانية ونوع الحافز المشترك من التسويق. يرسل مدير الفريق أو قائده خطابًا شخصيًا إلى معجبيه يحفزهم على استخدام بطاقة خصم الوصفات الطبية. من الممكن استخدام التسويق الإلكتروني المباشر والتسويق الهاتفي لزيادة الاستفادة من البطاقة. تحصل مجموعة المُفاهمة على حصة من الإيرادات الناتجة عن استخدام البطاقة وتحصل أيضًا على التشجيع والتحفيز لمواصلة حملات التسويق والإعلان، ما يخلق المزيد من الاستفادة من البطاقة. ثم، الميزة الثانية وهي مفهوم الحوافز المشتركة التي يمكن أن تكون في هذا المثال استخدام بطاقة الائتمان وتعزيز ولاء العلامة التجارية للبنك. يستفيد فريق كرة القدم من حصته في الأرباح، والمزيد من المباريات ومبيعات المنتجات. أخيرًا، يمكن أن تتمثل مجموعة التحسينات في مكافآت الولاء الموزعة بعد استخدام البطاقة لعدد معين من المرات. وكذلك المفهومين السابقين.

## فوائد
هناك الكثير من الفوائد لجميع الأطراف عند توظيف إستراتيجية التسويق التفاهمي.

### الموردين
يبيع المورّد منتجاته بسعر أقل لأنه يُخفّض من نفقاته في أبحاث التسويق. بالإضافة إلى أنه يستفيد من الزيادة في ولاء العميل. من خلال الانضمام إلى شريك المُفاهمة، يعزز المورّد سمعته. علاوة على ذلك، يعرف بشكل أفضل جمهوره المستهدف مبسّطًا بحقيقة أن لديه إمكانية وصول إلى معلومات مجموعة المُفاهمة ولديه فرصة لتنفيذ بعض البرامج البحثية مع أعضائه.

### مجموعات المُفاهمة
تسعى كل مجموعة مُفاهمة للحصول على مزايا مختلفة. ولكن عادة، تزيد مجموعات المُفاهمة دخلها عن طريق طلب عمولة مثلًا. تتمتع مجموعات المُفاهمة أيضًا باتصال أفضل وألفة أفضل مع أعضائها. أخيرًا، يحمون ويعززون سمعتهم دون تحمل أي مخاطر بالإضافة إلى تجنب التكاليف التي ينطوي عليها تسويق المنتج أو الخدمة مباشرة.

### العملاء
لا يعَد الموردون ومجموعات المُفاهمة الأطراف الوحيدة التي تستفيد من أسلوب التسويق هذا. يستفيد المستهلكون النهائيون منه أيضًا، لكن فوائدهم تعتمد على طبيعة شريك المُفاهمة (منظمة خيرية) وطبيعة المنتج أو الخدمة المباعة. مرة أخرى، بشكل عام، يشعر العملاء بالرضا بشكل مباشر عند حصولهم على الخصومات الإضافية مثلًا، ويصبحون أكثر ثقة في خياراتهم بسبب الشراكة بين مجموعة المُفاهمة الخاصة بهم والشركة. علاوة على ذلك، يستفيدون من المنتجات والخدمات المُصممة والمُصنّعة خصيصًا لهم.

## الفشل والقيود
عند استخدام برنامج تسويق تفاهمي، لا يكون نجاح المخطط مؤكدًا دائمًا. ويرجع ذلك إلى حقيقة أن بعض المنظمات ترفض تمامًا الموافقة على العلامة التجارية لشركة ما وتعتبر هذه الشراكة انتهاكًا لكرامتها. يُفسّر الفشل الكامل لمخطط تسويق تفاهمي أيضًا بالتوقيت السيئ، بمعنى أن بعض الشركات تختار استهداف العملاء في الوقت الخطأ. على سبيل المثال، لا يعد الصيف وعيد الميلاد من الفترات المناسبة للتركيز على الطلاب والموظفين الأكاديميين بسبب العطلة. سبب آخر لهذا النقص في النجاح هو أن دخل الجمهور المستهدف لا يكفي للمنتجات المعروضة. علاوة على ذلك، تفشل العديد من جهود التسويق التفاهمي في تكييف السلع والخدمات التي يُروّج لها وفقًا للاحتياجات المحددة لمجموعة المُفاهمة هذه.

## في التجارة الإلكترونية
في سياق التجارة الإلكترونية، يتمثّل التسويق التفاهمي في مشاركة الاقتراحات من خلال تعزيز الرموز والروابط المتصلة بمواقع الويب الأخرى التي تلبي احتياجات العملاء. الهدف من استخدام خطط التسويق التفاهمي على الإنترنت هو زيادة المبيعات، وتعزيز وضوح الموقع، وتشجيع المتاجرة. تشارك محركات البحث في التسويق التفاهمي عن طريق بيع الروابط عندما يكتب المستخدمون كلمات مفتاحية معينة. نظرًا إلى أن مواقع التجارة الإلكترونية تميل إلى تقسيم السوق بشكل متزايد، فإن بعض التطبيقات تحلل سلوك العملاء عبر الإنترنت لتخصيصهم وتقديم منتجات متكيّفة مع رغباتهم.

## تجزئة السوق
نظرًا إلى وجود وظيفة أساسية في التسويق التفاهمي، فإن طبيعة الروابط المشتركة للفرد أمر لا غنى عنه لفهم المصطلح. وبعبارة أخرى، من المهم أن تعرف بأي طريقة أو توجُّه بُنيت العلاقة ومعرفة مجموعة المُفاهمة التي ينتمي إليها العميل. عند تقسيم السوق، يحتاج المسوقون أيضًا إلى مراعاة الغرض من وجود مجموعة مُفاهمة، وأي برنامج مندمج آخر، وعدد الأشخاص الذين يؤلفون المجموعة، وطبيعة الأشخاص في المجموعة، وملاءة الأعضاء والتقبل للسلع والخدمات المقدمة. علاوة على ذلك، في تحليل التسويق التفاهمي، يحتاج المرء إلى الاعتراف بقوة المُفاهمة وطبيعتها. تركز إستراتيجية التسويق التفاهمي على أحد جوانب المُفاهمة الأربعة المختلفة. أولاً، ترتبط المُفاهمة بدعم قضية تستحق. ثانيًا، تعتمد المُفاهمة على العلاقات التي تخلق شعورًا بالاعتراف في منظمة لا يُطلب وجودها بالضرورة (على سبيل المثال، بلد أو عائلة أو حيوان). ثالثًا، تأتي المُفاهمة من الشعور بالرغبة في الانتساب إلى مجموعة اجتماعية متباينة (متطلعة). أخيرًا، ترتبط المُفاهمة برغبة في الحصول على خصومات أو امتيازات من السلع والخدمات التي تبيعها منظمة معينة (المصلحة الذاتية). قد تتضمن هذه المجموعة منظمات حُكر مثل بعض نقابات المحامين الحكومية التي تجعل العضوية إلزامية، والنقابات المهنية والعمالية وغيرها من الرابطات المهنية مثل جمعيات السماسرة حيث لا تكون حُكر ولكن العضوية فيها مُلزمة من خلال تحكمها في إمكانية الحصول على الأدوات والدعم الضروري لعملهم. تستخدم بعض مجموعات المُفاهمة أكثر من واحد من هذه الجوانب لتحقيق مخططها التسويقي. على سبيل المثال، يدعم عشاق البيسبول المتحمسين للغاية فريقهم من أجل قضية تستحق، ويعرّفون أنفسهم من خلال فريقهم، ويستفيدون شخصيًا من الخصومات والمزايا.